# Ајола (Маса-Карара)
Ајола (итал. Aiola) је насеље у Италији у округу Маса-Карара, региону Тоскана.
Према процени из 2011. у насељу је живело 64 становника. Насеље се налази на надморској висини од 324 м.